# بادخورک بلایث
بادخورک خاوری یا بادخورک بلایث (نام علمی: Apus leuconyx) نام یک گونه از سرده بادخورک‌ها است.